# National Center for Biotechnology Information

National Center for Biotechnology Informations logotyp.

National Center for Biotechnology Information (NCBI) är en del av United States National Library of Medicine (NLM), som ingår i National Institutes of Health. NCBI finns i Bethesda, Maryland (38°59′42″N 77°05′58″V / 38.994994°N 77.099339°V) och grundades 1988 genom lagstiftning efter en proposition av senatorn Claude Pepper. NCBI tillhandahåller en öppen och gratis sekvensdatabas kallad GenBank samt ett öppet index över biomedicinska forskningsartiklar via PubMed Central och PubMed, liksom annan information relevant inom bioteknik, t.ex. PubChem. Alla dessa databaser är tillgängliga genom Entrez-sökmotorn.
NCBI styrs av David Lipman, en av medförfattarna till BLAST, ett känt och välanvänt sekvensjämförelseprogram, och aktiv inom bioinformatik-området.